# Оранжевокоремен цветояд
Оранжевокоремен цветояд (Dicaeum trigonostigma) е вид птица от семейство Dicaeidae.

## Разпространение
Видът е разпространен в Бангладеш, Бруней, Индия, Индонезия, Малайзия, Мианмар, Филипините, Сингапур и Тайланд.